# Gémozac
Gémozac ist eine westfranzösische Gemeinde mit 3033 Einwohnern (Stand 1. Januar 2022) im Département Charente-Maritime in der Region Nouvelle-Aquitaine.

## Lage
Gémozac liegt in der alten Kulturlandschaft der Saintonge etwa 21 Kilometer (Fahrtstrecke) südwestlich von Saintes bzw. etwa 12 Kilometer westlich von Pons.

## Bevölkerungsentwicklung
| Jahr      | 1968 | 1975 | 1982 | 1990 | 1999 | 2006 | 2016 | 2019 |
| Einwohner | 2236 | 2388 | 2381 | 2333 | 2352 | 2527 | 2843 | 2906 |

Aufgrund der relativen Nähe zu den Städten Saintes und Pons und der vergleichsweise günstigen Miet- und Grundstückspreise ist die Bevölkerungszahl von Gémozac in den letzten Jahren leicht angestiegen.

## Wirtschaft
Landwirtschaft und Weinbau bestimmen seit Jahrhunderten das Wirtschaftsleben des Ortes, der daneben auch als Handels-, Handwerks- und Dienstleistungszentrum für die – mittlerweile weitgehend verschwundenen – Weiler und Einzelgehöfte im Umland fungierte. In Gémozac sind gut 600 ha dem Weinbau vorbehalten – die Böden der Gemeinde gehören zum Anbaugebiet der Bons Bois des Weinbaugebietes Cognac; im Ort gibt es mehrere Destillerien zur Herstellung des Eau de vie. Auf den übrigen Ackerflächen wird in der Hauptsache Getreide (Weizen, Mais) angebaut. Seit den 1980er Jahren ist der Tourismus (Vermietung von Ferienwohnungen) als Einnahmequelle hinzugekommen.

## Geschichte
Gémozac lag an der antiken Römerstraße von Saintes (Mediolanum Santonum) zur Gironde-Mündung. Aus mittelalterlicher Zeit ist nur wenig überliefert – als Gründungsdatum des Ortes gilt die Loslösung aus der Grundherrschaft des Priorats von Mortagne-sur-Gironde im Jahr 1163. Kurz danach entstand die romanische Kirche auf dem höchsten Punkt des Ortes; die Ruinen einer von einem Wassergraben (douve) umschlossenen Burg wurden im Jahr 1829 abgerissen. Im Hundertjährigen Krieg (1337–1453) war die Saintonge lange Zeit von den Engländern besetzt. Im 16. Jahrhundert gehörte Gémozac zu den protestantischen Zentren der Region; es erlitt während der Hugenottenkriege (1562–1598) Übergriffe und Zerstörungen. Nach der Verkündung des Edikts von Nantes wurde ein protestantisches Gotteshaus (temple) erbaut, das jedoch im Jahre 1768 zerstört wurde. Von den Ereignissen der Französischen Revolution weitgehend unberührt, erlebte Gémozac im 19. Jahrhundert eine wirtschaftliche Blütezeit, die vor allem auf den Wein- und Getreideexport nach England und in andere mittel- und nordeuropäische Staaten zurückzuführen ist. Im Jahr 1868 erreichte der Ort mit 2792 seine bislang höchste Einwohnerzahl, doch schon wenige Jahre später erlitt die gesamte Region einen enormen Rückschlag durch die Reblauskrise.

## Sehenswürdigkeiten
Siehe auch: Liste der Monuments historiques in Gémozac
- Die dem Übergangsstil von der Romanik zur Gotik zugehörige Kirche Saint-Pierre mit ihrem imposanten Turm ist das wichtigste historische Bauwerk der Kleinstadt. Während der Turm in seinem unteren Teil eindeutige romanische Stilelemente zeigt finden sich im oberen Geschoss einfache spätromanische bzw. frühgotische Maßwerkfenster. Der Turmhelm ist im Stil der Saintonge gänzlich aus Steinen errichtet, die Dachschindeln nachahmen. Das Langhaus bildet im Äußeren keine starre Wand, sondern ist durch Strebepfeiler und spitzbogige Blendarkaden gegliedert bzw. auflockert. Das einschiffige Innere des Kirchenbaus beeindruckt durch seine schlanken Proportionen, die seine Höhe von etwa 15 Metern unterstreichen. Während das Langhaus von einem Spitztonnengewölbe mit Gurtbogenunterzügen bedeckt ist, ist die flachgeschlossene gotische Apsis rippengewölbt. Der originale Eingang zur Kirche befindet sich im südlichen Querhausarm, das heutige Westportal scheint eine Zutat des 19. Jahrhunderts zu sein. Der Kirchenbau ist seit 1910 als Monument historique[1] anerkannt.

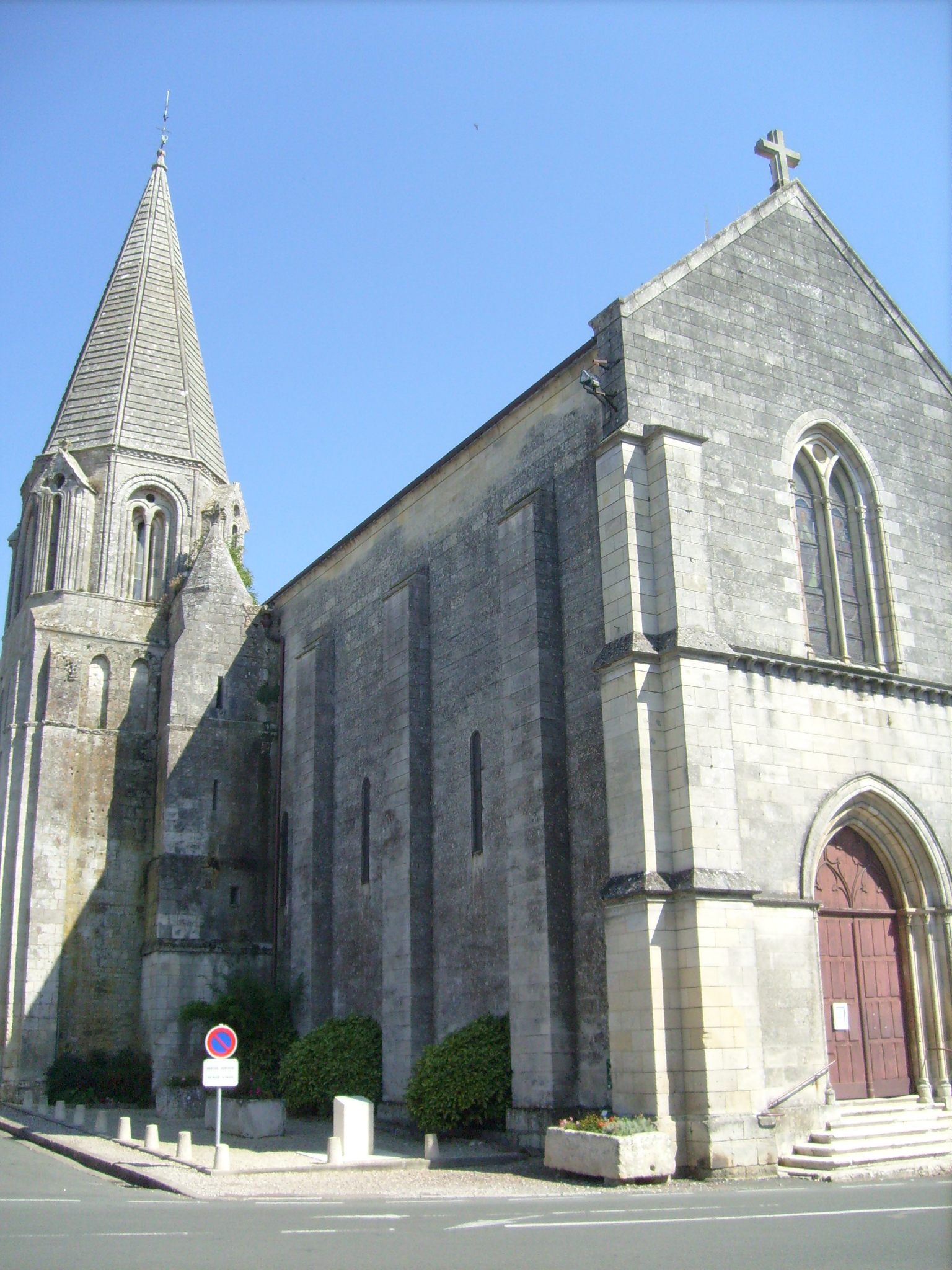
Église Saint-Pierre, Fassade und Nordturm
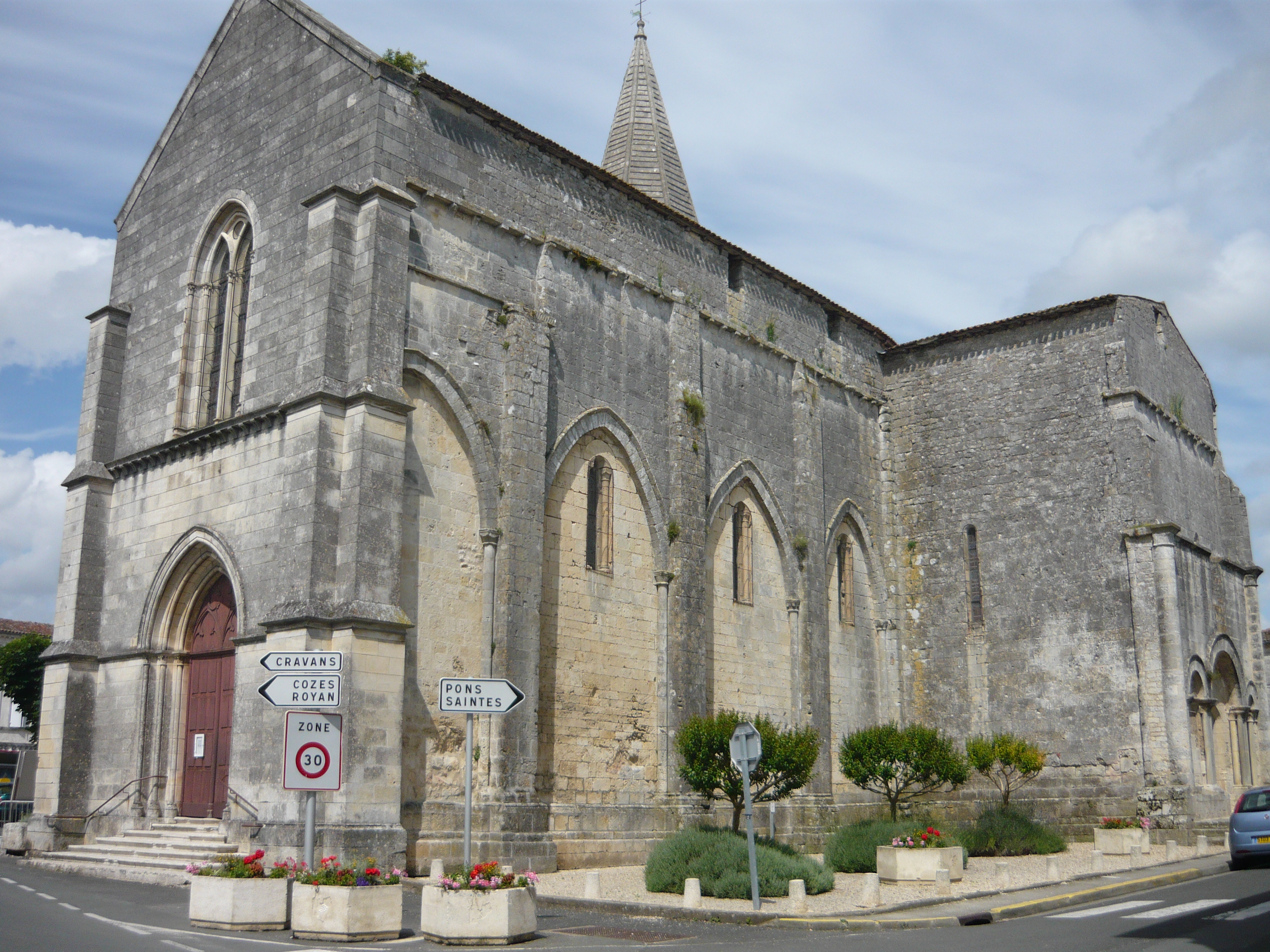
Église Saint-Pierre, Südseite
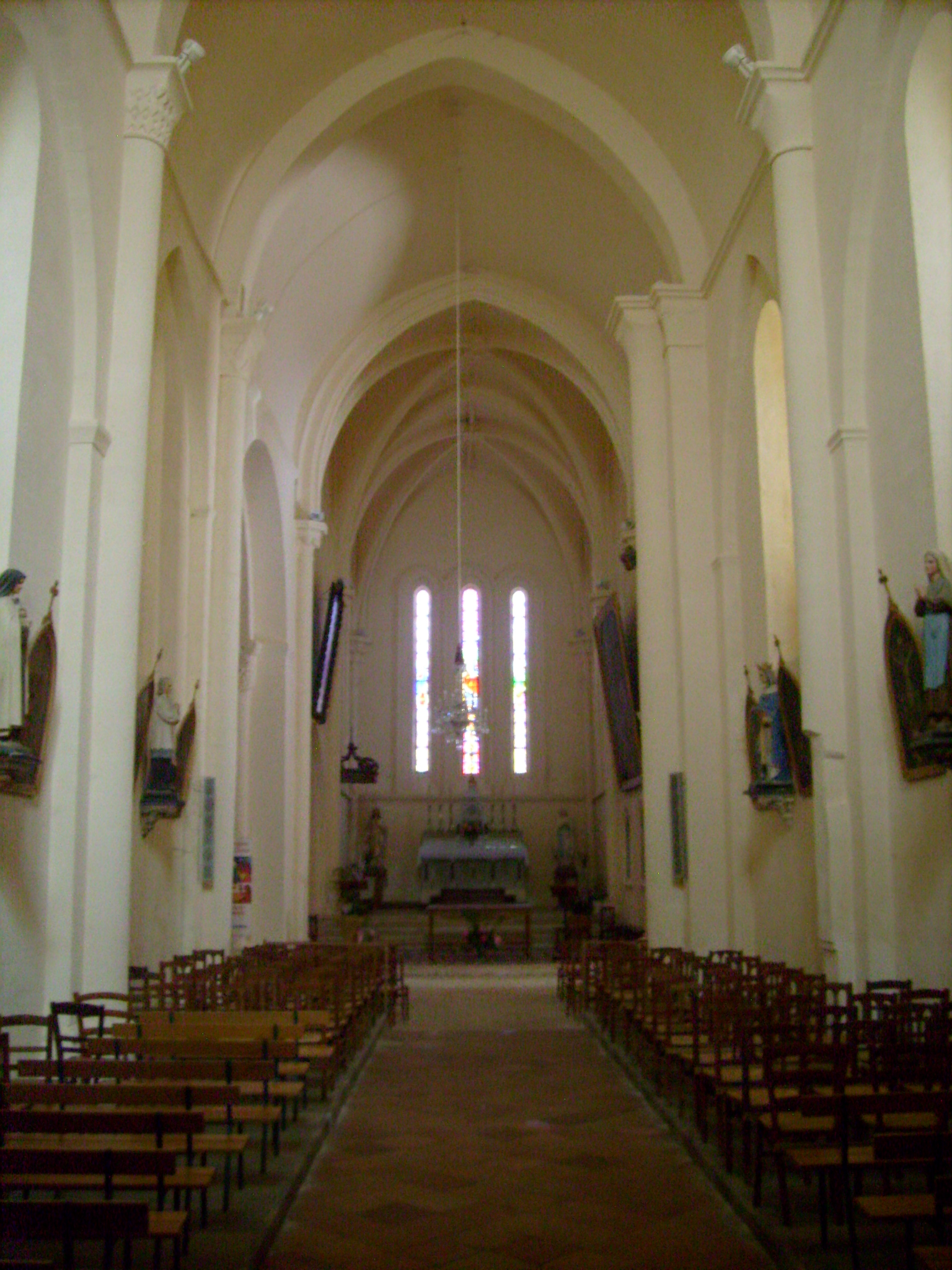
Église Saint-Pierre, Innenraum
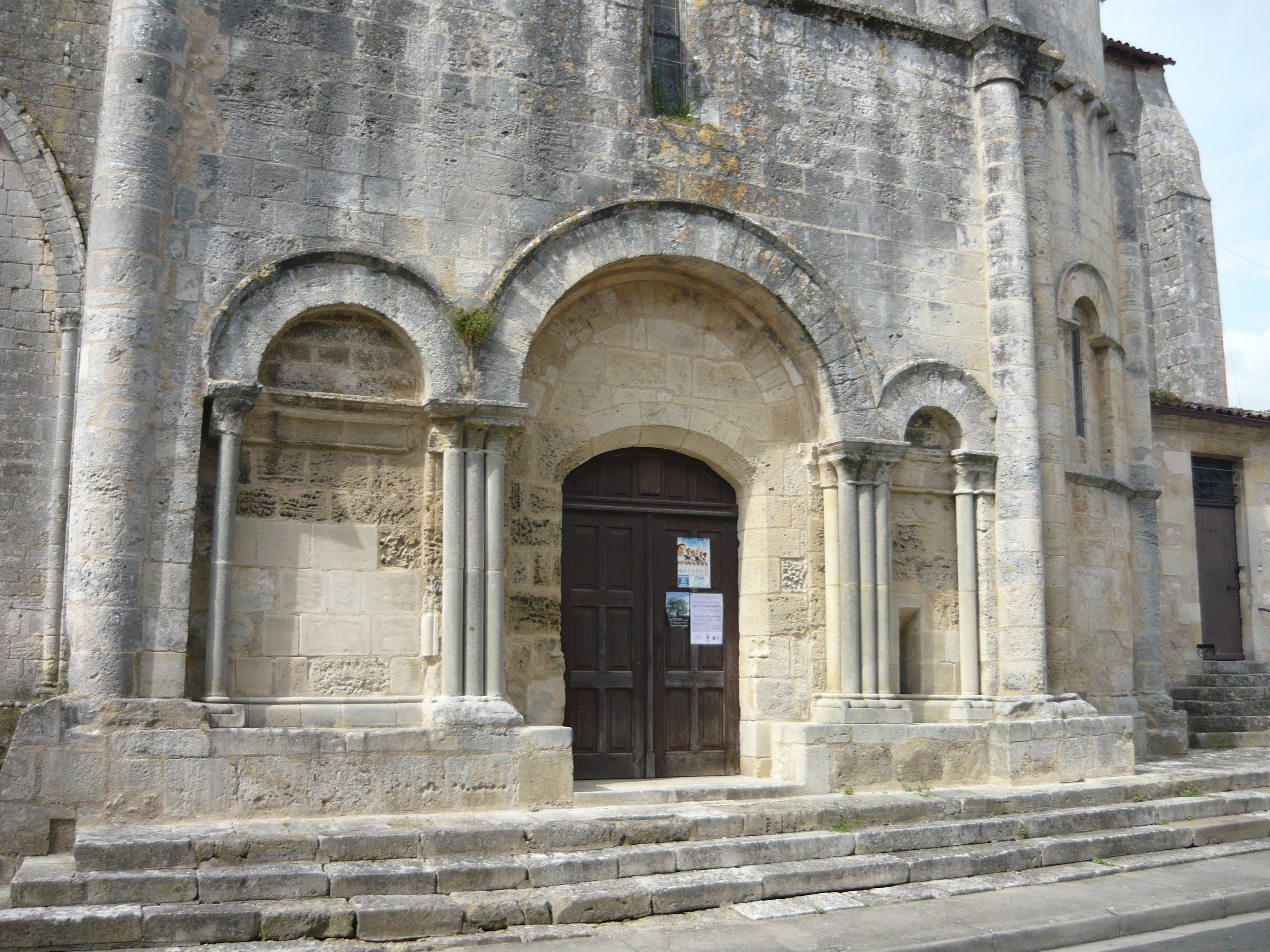
Église Saint-Pierre, Querhausportal

- Rathaus (Hôtel de Ville) und Post sind zwei imposante Gebäude aus dem 19. Jahrhundert.
- Das protestantische Gotteshaus (Temple) ist ein einfacher klassizistischer Bau aus dem Jahre 1845. Sein einziger äußerer Schmuck besteht in einem aufgeschlagenen Buch im Giebelfeld mit dem Bibelwort „Himmel und Erde werden vergehen; aber meine Worte vergehen nicht“ (Lk 21,33 EU), von welchem in alle Richtungen Strahlen ausgehen. Im bewusst schlicht gehaltenen Inneren zieht die aus Eichenholz gefertigte Kanzel (chaire) sofort die Blicke auf sich – auch sie trägt eine Bibelinschrift: „Denn also hat Gott die Welt geliebt, dass er seinen eingeborenen Sohn gab, damit alle, die an ihn glauben, nicht verloren werden, sondern das ewige Leben haben.“ (Joh 3,16 EU)

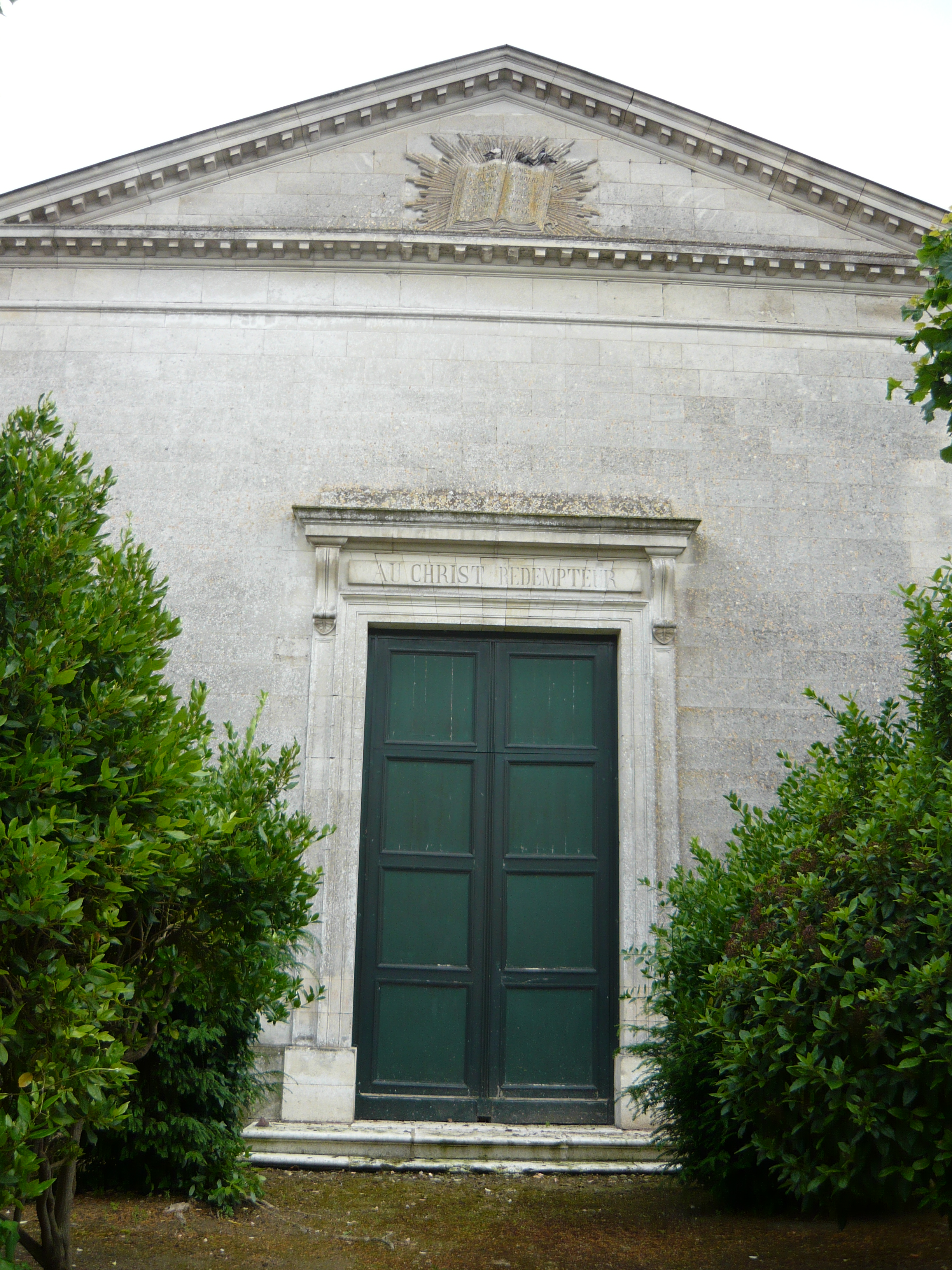
Protestantische Kirche
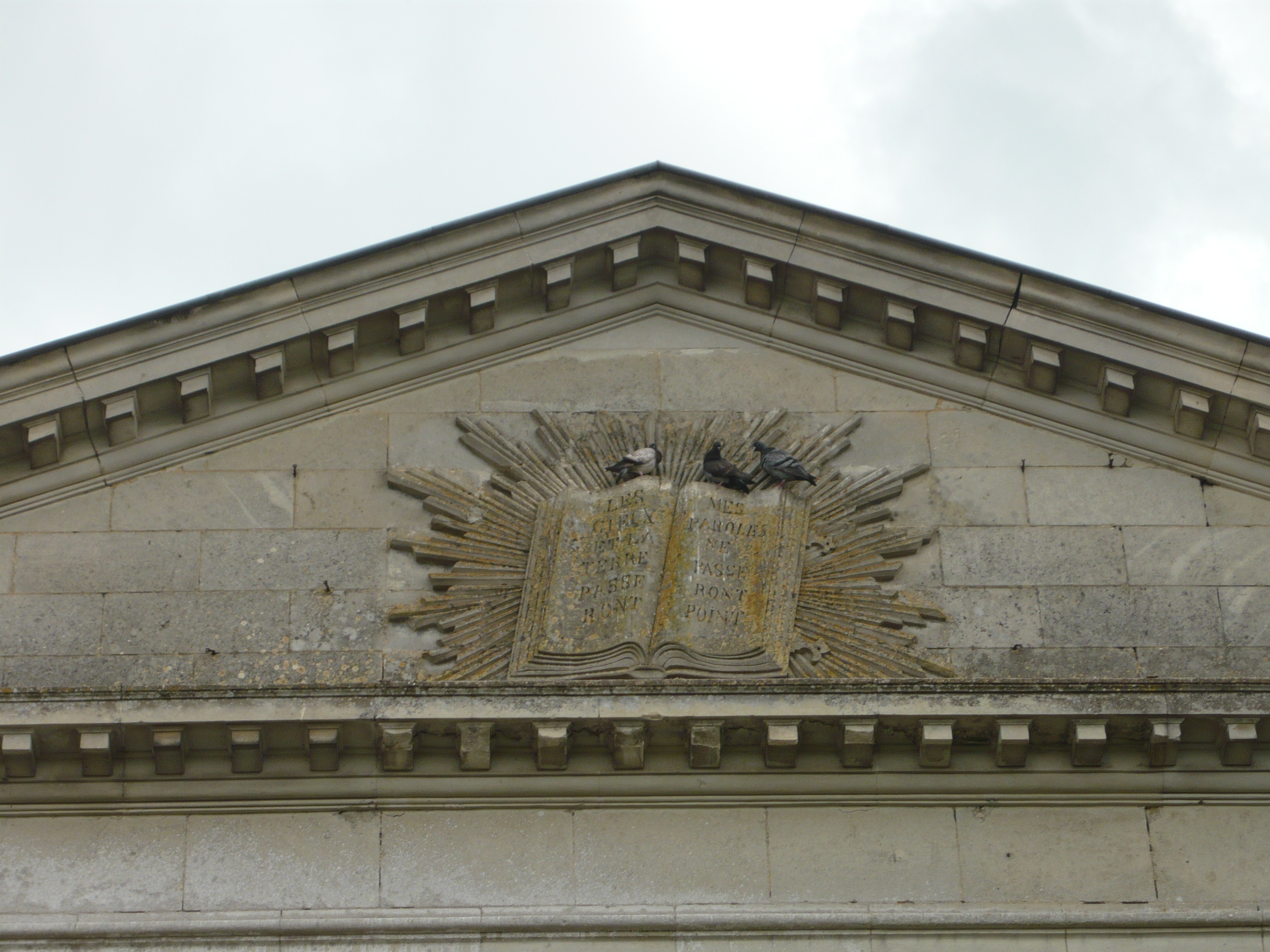
Giebelfeld